# Institutul de arhitectură Dessau
Institutul de arhitectură Dessau (DAF) este un program postuniversitar din cadrul Facultății de arhitectură și ingineria construcțiilor a universității de științe aplicate Anhalt din Dessau, Germania. Institutul derulează un program de master în arhitectură cu durată de doi ani cu predare în limba engleză și este în mare măsură scutit de taxe de școlarizare. O parte a institutului este situată în clădirea monument istoric Bauhaus proiectată de Walter Gropius și este afiliată Institutului de Arhitectură Cuira, Elveția. Institutul este condus de profesorul Alfred Jacoby. În cadrul institutului au activat, în calitate de profesori invitați, Neil Leach până în 2007 și Christos Passas, director asociat al firmei Zaha Hadid Architects din Londra, în anii următori.
Lucrări elaborate în cadrul institutului au fost incluse în expoziția de proiecte studențești Emerging Talents, Emerging Technologies în cadrul Bienalei de Arhitectură 2006.